# Окна (притока Дністра)
Окна (Молокіш) — річка в Україні, в межах Кодимського району Одеської області, а також в Молдові (Придністров'я). Ліва притока Дністра (басейн Чорного моря).

## Опис
Довжина бл. 37 км (в межах України — 12 км). Річище помірно звивисте. Долина вузька, глибока (в нижній течії — каньйоноподібна), порізані балками і ярами. Заплава місцями одностороння.

## Розташування
Окна бере початок неподалік від південної околиці міста Кодими. Тече на південь і (частково) південний схід, у пониззі — на південний захід. Впадає до Дністра біля південно-західної частини села Великий Молокіш.